# Демидово (Гусь-Хрустальный район)
Деми́дово — деревня в Гусь-Хрустальном районе Владимирской области России, административный центр Демидовского сельского поселения.

## География
Деревня расположена в 39 км на юго-запад от Гусь-Хрустального, в 12 км на юг от ж/д станция Торфопродукт (п. Мезиновский) на линии Москва—Муром.

## История
В XIX — начале XX века деревня являлась центром Демидовской волости Касимовского уезда Рязанской губернии, с 1926 года — в составе Палищенской волости Гусевского уезда Владимирской губернии. В 1859 году в селе числилось 64 двора, в 1905 году — 152 двора, в 1926 году — 180 дворов.
С 1929 года деревня являлась центром Демидовского сельсовета Гусь-Хрустального района, с 1935 года — в составе Овинцевского сельсовета Курловского района, с 1963 года — в составе Гусь-Хрустального района, с 1977 года — центр Демидовского сельсовета, с 2005 года — центр Демидовского сельского поселения.

## Население
| 1859 | 1897 | 1905  | 1926 | 2002 | 2010 | 2021 |
| ---- | ---- | ----- | ---- | ---- | ---- | ---- |
| 578  | ↗861 | ↗1056 | ↘951 | ↘648 | ↘577 | ↘454 |

## Инфраструктура
В деревне находятся СПК «Демидовский», общеобразовательная школа, детский сад, фельдшерско-акушерский пункт, отделение почтовой связи, дом культуры.